# Quaranti
Quaranti – miejscowość i gmina we Włoszech, w regionie Piemont, w prowincji Asti.
Według danych na styczeń 2009 gminę zamieszkiwało 214 osób przy gęstości zaludnienia 72,3 os./1 km².